# Programas de concursos de Perú
Los programas de concursos de Perú forman parte de la televisión del país. Desde la primera señal nacional existieron varios programas enfocados en la participación con el público en vivo. 
El programa que desatacó este tipo fue la longeva Trampolín a la fama, conducido por Augusto Ferrando y emitido por Panamericana Televisión. A finales del siglo XX e inicios del XXI, la franja horaria lideró con los programas conducidos por Raúl Romero, emitidos por distintos canales. Desde 2013, la televisión se enfocó en un nuevo público con programas que se asemejaron a los reality shows como Combate y Esto es guerra.

## Historia

### Siglo XX
El primer programa que fue concebido como concurso fue Haga negocios con Kiko en la década de 1960 presentado por Kiko Ledgard.
En 1966 se lanzó el programa Trampolín a la fama que fue emitido hasta 1996 ininterrumpidamente por su presentador Augusto Ferrando. En 1977 el periodista Pablo de Madalengoitia condujo un nuevo programa llamado Lo que vale el saber. Algo similar relacionado con concimiento La pregunta de los diez millones en 1983 por América Televisión.
En 1981, el canal 7 lanzó su programa concurso en vivo Jugar para ganar, animado por Guido Bolaño y que adopta diversas temáticas tanto físicas como mentales. En 1982 se lanza una versión internacional de The Price is Right llamado Diga lo que vale, transmitido por Panamericana Televisión bajo la conducción de Johnny López.
En 1984 se estrenó Juego real en América Televisión bajo la conducción de Ugo Plevisani, quien sería posteriormente el esposo de Sandra Plevisani.
En 1987, se estrenó el afamado programa Aló Gisela, conducido por la hasta entonces vedette y actriz cómica Gisela Valcárcel. El programa estuvo basado en el programa argentino Hola Susana, conducido por Susana Giménez. El horario del medio día y el formato que combinaba las entrevistas con los concursos vía llamada telefónica revolucionaron la televisión peruana.
En 1989, Panamericana estrenó el programa Fantástico, producido por Fernando Guille. Se caracterizó por la rotación de sus escenarios y tuvo un toque más juvenil, conducido por Katia Crovetti, Rocky Belmonte y Franco Scavia. Rocky Belmonte contó la ayuda de Luis Ubirna para su distintiva vestimenta, inspirado en Miami Vice, y fue el único conductor que estuvo desde el inicio hasta el fin de temporada. Tuvieron como modelo a Mónica Zevallos y Susan León la encargada del segmento de llamadas telefónicas. Uno de los espectáculos más emblemáticos fue Toro salvaje, en que cada participante tendría que estar sobre un caballo eléctrico el mayor tiempo posible. El espacio finalizó en 1992.
Luego de Fantástico, Panamericana estrenó El baúl de la felicidad. Se basó en el formato El talonario show pero resultó un perjuicio económico al canal.
En 1993 Andina de Televisión junto a los hermanos Raúl y Elena Romero lanzaron De 2 a 4. El programa destacó el segmento "Canta y gana", en que 3 personas participan en completar canciones. Más adelante, en 1996, la misma cadena estrenó Campaneando de temática juvenil con Gian Marco y Bruno Pinasco.

### SigloXXI
El 27 de noviembre de 2000, en Panamericana Televisión, Raúl Romero reapareció en horario central con R con Erre. Las modelos Laura Huarcayo, Patty Wong y Marina Mora fueron algunas de las primeras modelos del programa. R con Erre duró hasta el 10 de julio de 2003, un día antes de la toma violenta de la sede del canal.
En el 2001, Red Global estrena la versión peruana de ¿Quien quiere ser millonario?, conducido por el periodista Guido Lombardi, y en el 2002 dicho canal estrena Máximo desafío, conducido por el periodista Alejandro Guerrero.
El 1 de diciembre de 2003, Raúl Romero migró a América Televisión con todo su equipo y una nueva productora Target TV. Raúl Romero, conductor del programa Habacilar, estuvo siempre acompañado por modelos y coanimadores y duraría 8 años.
En 2004 se lanza en CMD 100% fanáticos, centrado en habilidades físicas y de conocimiento sobre deportes.
En 2009 Panamericana Televisión, volvió con otra apuesta de conocimiento para competir en hora estelar con Magaly TeVe. Se llamó La hora de la fortuna y fue conducido brevemente por Marcelo Oxenford.
En 2011 nace el programa Dame que te doy. El programa, fue de concursos para el público asistente, duró pocos meses debido al poco índice de audiencia, en junio fue remplazado por Combate. El último pasajero, el programa, en que participaban estudiantes de colegios por un pasaje aéreo, fue un éxito. La producción de América Televisión lanzaría lo mismo en 2011 con Very Verano, con Nataniel Sánchez y Erick Elera. En el 2011 Habacilar dejó de transmitir al aire dejando a nuevos espacios anteriormente pequeños como "Amigos y rivales" y "Canta si puedes". En ese mismo año se estrenó Bienvenida la tarde conducido por Alfredo Benavides y la exmodelo Laura Huarcayo.
Más adelante, los espacios solo fueron participados por grupos de concursantes de forma permanente bajo la modalidad de telerrealidad. Latina lo hizo con Calle 7, Titanes y Bienvenida la tarde. ATV con Combate. América adaptó su segmento de 2 para las siete para convertirse en Esto es guerra. En 2016 se lanzaría Verano extremo con algunas secuencias similares a Habacilar.
Durante los años, 2013, 2014 y 2015, el conductor de Cinescape, Bruno Pinasco, se encargó de conducir programas de concursos en América, tales como: 100 peruanos dicen, ¿Sabes más que un niño de primaria? y Apuesto por ti.
En 2013 Latina anunció el lanzamiento de Ponte play, de temática musical.
En el 2014, Latina estrena el programa La máquina del millón, conducido por el periodista Beto Ortiz, y el mismo año, ATV estrena Atrapa el millón, con el regreso a la conducción de Mónica Zevallos después de 9 años.
En 2014 Romero dejaría la anterior tendencia para enfocarse en programas concurso de conocimiento como Patriotas (Plus TV), nominado a Premios Luces 2016 de El Comercio. En 2016 se estrenan nuevos programas como Vas o no Vas de Panamericana de la franquicia Deal or No Deal.
En 2021 TV Perú anunció el lanzamiento de su horario de concursos como La voz cantante y Pukllaspa Yachay (Aprende Jugando), este último el primero de su tipo en enfocarse en el idioma quechua.
A inicios de 2022, se lanzó el spin-off de América Televisión Esto es Habacilar, sin embargo el programa fue cancelado debido a la baja audiencia que registraba, y a las críticas recibidas por el público en las redes sociales. En agosto del mismo año se confirmó Sábados en familia para Latina Televisión, centrado en competencias entre grupos de familiares.
En 2025, América Televisión estrenó La subasta, programa conducido por el comediante Mateo Garrido Lecca, en el que un grupo de familias compiten para poder llevarse una subasta a casa.

## Producciones notables
- Trampolín a la fama: Augusto Ferrando realizó el programa desde la década de 1960 hasta los años 1990.[1] Estuvo enfocado en público de bajos recursos y añadieron segmentos y premios de electrodomésticos.[1] El programa tuvo impacto cultural.[25]
- Programas conducidos de Raúl Romero: De 2 a 4, Feliz Domingo, R con erre y Habacilar: Consistieron en secuencias, con una marca del patrocinador, en el que participan un grupo de concursantes en pruebas físicas (incluyendo a los espectadores, bautizado por el programa Habacilar como "los académicos") para ganar dinero.[11] También se realizaron segmentos en que participaron los televidentes vía llamada telefónica[18] o con celebridades de la televisión.
- El último pasajero: Producido por Gisela Valcárcel y Ricardo Morán fue uno de los programas que aprovechó la participación entre escolares. El programa tuvo conflictos entre Valcárcel y Romero, consiguiendo una renovación en 2014 y una nominación al premio ANDA.[26]